# 大斑眶鋸雀鯛
大斑眶鋸雀鯛（學名：Stegastes punctatus），又稱大斑高身雀鯛，為輻鰭魚綱雀鯛科眶鋸雀鯛屬下的一個種，分布於印度太平洋區，從紅海與東非到萊恩群島與社會群島, 北至琉球群島, 南至新喀里多尼亞與東加海域，深度1至5公尺，本魚體呈橢圓形而側扁，吻短而鈍圓。口中型，具頜齒，小而呈圓錐狀，眶下骨裸出，下緣具鋸齒，前鰓蓋骨後緣具鋸齒，下鰓蓋骨後緣無鋸齒，體被櫛鱗，本魚體色淡褐色至淡灰色，鱗片具深色邊緣形成網狀紋，臀鰭軟條部基部至尾柄上端有一黑色大斑塊，頭部、身體與鰭鞘上的鱗片中央有藍色斑點，背鰭硬棘12枚、背鰭軟條14-16枚、臀鰭硬棘2枚、臀鰭軟條12-14枚，體長可達13公分，棲息在珊瑚礁，以藻類為食，具有領域性，繁殖期時成對出現，雄魚會守護卵直到孵化，生活習性不明。